# Liste der Straßen und Plätze in Flensburg/R
| Name                                       | Hintergrund | Koordinate                                        | Schild |
| ------------------------------------------ | --- | ------------------------------------------------- | ------ |
| Rabenslücke Ravneløkken                    | Lücke bedeutet Koppel. Die Koppel wurde nicht nach der Vogelgattung Rabe benannt, wie man vermuten könnte, sondern nach ihrem ehemaligen Besitzer mit dem Familienname Rabe. | Lage, Mürwik (PLZ 24944)                          |        |
| Raiffeisenstraße Raiffeisengade            | Benannt nach dem Sozialreformer und Kommunalbeamter Friedrich Wilhelm Raiffeisen (1818–1888). | Lage, Westliche Höhe (PLZ 24941)                  |        |
| Ramsharde Ramsherred                       | Siehe Ramsharde | Lage, Nordstadt (PLZ 24939)                       |        |
| Rapsbogen                                  | Nach der Pflanzenart Raps benannt. Raps ist bei der Fruchtfolge mit Getreide wichtig. Die abzweigenden Straßen westlich und südlich der Gartenstadtallee wurden mit ihrer Benennung mit verschiedenen Getreidesorten in Zusammenhang gebracht. Der Rapsbogen liegt nördlich, oberhalb besagter Straßen. | Lage, Weiche (PLZ 24941)                          |        |
| Rathausplatz Rådhuspladsen                 | Liegt am Flensburger Rathaus und ist nicht zu verwechseln mit dem Thingplatz. | Lage, Flensburger Innenstadt (PLZ 24937)          |        |
| Rathausstraße Rådhusgade                   | Sie wurde 1853 unter dem Namen Bahnhofstraße angelegt und nach Abbruch des namensgebenden Alten Rathauses 1883 nach Westen verlängert; siehe Thingplatz (Flensburg). | Lage, Flensburger Innenstadt (PLZ 24937)          |        |
| Ravnsgang                                  | Eigentlich wohl „Raungang“ nach der Fischräucherfamilie Raun, von der eines oder mehrere Familienmitglieder dort vermutlich gewohnt haben. | Lage, Jürgensby (PLZ 24937)                       |        |
| Reepschlägerbahn Rebslagergyde             | Die Reepschlägerbahn wurde einst von Reepschlägern zum Seilemachen genutzt; Letztere wurden für die Schiffe am Flensburger Hafen benötigt. Flensburgs Reepschlägerfamilie lebte in der Straße Katsund. | Lage, Friesischer Berg (PLZ 24937)                |        |
| Reetwieese                                 | Straße in Weiche. Die Straße entstand um 2014. | Lage, Weiche (PLZ 24941)                          |        |
| Rehwinkel                                  | Verweist auf Rehe. In der Nähe befindet sich noch unbebaute Natur, Äcker und der Wald von Handewitt. | Lage, Weiche (PLZ 24941)                          |        |
| Reismühlenhof Rismøllegården               | Dort stand einmal eine Reismühle. | Lage, Flensburger Innenstadt (PLZ 24937)          |        |
| Resselweg Resselsvej                       | Benannt nach dem österreichisch-böhmischen Forstbeamten und Erfinder Josef Ressel (1793–1857). | Lage, Fruerlund (PLZ 24943)                       |        |
| Reutergang                                 | Der Gang wurde nicht nach dem Politiker und Kommunalwissenschaftler Ernst Reuter (1889–1953) benannt, wie man nach der Nähe zum Rathaus schließen könnte, sondern steht im Zusammenhang mit der Straße Am Pferdewasser. Reuter ist nämlich nur eine alte Variante des Wortes Reiter. Der Reutergang ist nicht mit dem Fritz-Reuter-Weg im Stadtbezirk St. Gertrud zu verwechseln. | Lage, Flensburger Innenstadt (PLZ 24937)          |        |
| Reventlowstraße Reventlowsgade             | Benannt nach dem schleswig-holsteinischen Staatsmann Friedrich Graf von Reventlow (1797–1874). | Lage, Jürgensby (PLZ 24943)                       |        |
| Richard-Wagner-Straße Richard Wagners Gade | Benannt am 9. November 1965 nach dem Komponisten, Dramatiker, Dichter, Schriftsteller, Theaterregisseur und Dirigenten Richard Wagner (1813–1883). | Lage, Engelsby/Tarup (PLZ 24943)                  |        |
| Ringstraße Ringgade                        | 1975 wurde offenbar der Adelby-Tastruper-Weg, eine alte Landstraße, in Ringstraße umbenannt. Der neue Name Ringstraße bezieht sich auf die folgenden Straßen, die zusammen einen Ring bilden: Richard-Wagner-Straße – Nordstraße – Hafendamm – Süderhofenden – Friedrich-Ebert-Straße – Schleswiger Straße – Eckernförder Landstraße sowie ursprünglich der besagte Adelby-Tastruper-Weg (vgl. auch allgemein: Ringstraße). Die Ringstraße besaß vor dem Bau der Osttangente einen Teil der Funktion der heutigen Tangente. Heute ist die südliche Ringstraße gesperrt, der Ring also unterbrochen. Die nördliche Ringstraße ist weiter geöffnet. | Lage, Tarup (PLZ 24943)                           |        |
| Ritterstraße Riddergade                    | Straßenname mit Bezug zur Duburg. Nach den Rittern des Schlosses benannt. | Lage, Neustadt (PLZ 24939)                        |        |
| Rivesellstraße Rivesellsgade               | Nach dem Kaufmann Peter Rivesell (1756–1842), der sich auch als Stadthistoriker Flensburgs betätigte. Er veröffentlichte 1817 den „Versuch einer Beschreibung der Stadt Flensburg“ in einem ersten Band. Der zweite Band seiner stadtgeschichtlichen Darstellung Flensburgs blieb als Manuskript erhalten. | Lage, Jürgensby (PLZ 24943)                       |        |
| Robert-Koch-Straße Robert Kochs Gade       | Benannt nach dem Mediziner und Mikrobiologen Robert Koch (1843–1910). | Lage, Friesischer Berg (PLZ 24937)                |        |
| Rode Möhl Røde Mølle                       | Bezieht sich auf eine oder beide Mühlen, die dort bei Rude standen. | Lage, Südstadt (PLZ 24941)                        |        |
| Roggenbogen                                | Nach der Getreideart Roggen benannt. Die abzweigenden Straßen westlich und südlich der Gartenstadtallee wurden mit ihrer Benennung mit verschiedenen Getreidesorten in Zusammenhang gebracht. | Lage, Weiche (PLZ 24941)                          |        |
| Roonstraße Roonsgade                       | Benannt nach dem preußischen Generalfeldmarschall und Politiker Albrecht von Roon (1803–1879). | Lage, Westliche Höhe (PLZ 24937)                  |        |
| Rosenstraße Rosengade                      | Hieß zuvor wohl Rosenweg. Vgl. Rosen | Lage, Jürgensby (PLZ 24943)                       |        |
| Rostocker Straße Rostockgade               | Benannt nach der Stadt Rostock. Die benachbarten Straßen sind nach den Hansestädten Wismar und Stralsund benannt. — Mit dem Ende des Zweiten Weltkrieges kamen viele Flüchtlinge und Heimatvertriebene nach Flensburg. Die Stadt wuchs. Viele Flensburger Straßennamen erinnern an die alte Heimat von Zugewanderten, diese vermutlich ebenfalls. | Lage, Mürwik (PLZ 24944)                          |        |
| Rote Lücke                                 | Rote Lücke ist ein Flurname. Die Straße liegt in Mürwik und nicht – wie man dem Namen nach vermuten könnte – im Stadtbezirk Rude. Lücke bedeutet Koppel. | Lage, Mürwik (PLZ 24944)                          |        |
| Rote Straße Rødegade/Rudegade              | Siehe Rote Straße (Flensburg) | Lage, Flensburger Innenstadt (PLZ 24937)          |        |
| Rude                                       | Vgl. Rude (Flensburg) | Lage, Südstadt (PLZ 24941)                        |        |
| Rudolf-Diesel-Straße Rudolf Diesels Gade   | Benannt nach dem Ingenieur und Erfinder des Dieselmotors Rudolf Diesel (1858–1913). | Lage, Südstadt (PLZ 24941)                        |        |
| Rüllschauer Weg Rølskovvej                 | Weg zum kleinen Ort Rüllschau bei Maasbüll. | Lage, Tarup (PLZ 24943)                           |        |
| Rummelgang                                 | Der Name des Gangs ist seit 1913 belegt. Der Rummelgang führt von der Toosbüystraße, mit zahlreichen Abzweigungen dazwischen, bis zur Schlossstraße. Der Gang führt also nicht, wie man erwarten könnte, zu einem Rummelplatz. Das Wort „Rummel“ bezeichnet ein „Durcheinander“, so dass der Gang möglicherweise „unordentlicher Weg“ bedeutet. Eine andere Vermutung hinsichtlich der Benennung geht von „schwänzenden Schülern“ aus, die mit ihrem Betragen, sozusagen unnötigen Rummel verbreiteten und noch heute hin und wieder verbreiten. Die beiden Schulen beim Rummelgang (Schloss-Duburg-Schule und Duborg-Skolen) entstanden jedoch erst nach 1913, also zu einer Zeit, als der Name „Rummelgang“ schon in Verwendung war. — Der unterhalb des Schlosswalls, am Hang verlaufende Rummelgang bildet heute einen unbebauten Grünstreifen, mit einer Grünfläche von circa 3.500 m². | Lage, Flensburger Innenstadt/Neustadt (PLZ 24939) |        |
| * Rum & Zucker Meile                       | Vgl. Schifffahrtsmuseum Flensburg#Rum & Zucker Meile | Lage, Flensburger Innenstadt/Jürgensby            |        |

Fußnoten
1. ↑  Vgl. Stadtarchiv Flensburg: St.T. Familie Andreas Jensen Raun Fischräucherei in Flensburg, 18. - 20. Jahrh. 1 Bl. A3, hs. masch.schr., abgerufen am: 16. Februar 2015
2. ↑  Vgl. Die Welt: Reiter, Reuter und die Räuber, Was sagt der Name?, vom: 30. Juni 2006; abgerufen am: 16. Februar 2015
3. ↑  Dieter Pust: Flensburger Straßennamen. Gesellschaft für Flensburger Stadtgeschichte, Flensburg 2005, ISBN 3-925856-50-1, Artikel: Ringstraße
4. ↑  Flensburger Tageblatt: Flensburgs Wohnquartiere: Sünderup: Die Dorf-Oase, vom: 13. August 2011; abgerufen am: 17. Oktober 2015
5. ↑  Gerret Liebing Schlaber: Vom Land zum Stadtteil. Flensburgs Stadtfeld und die eingemeindeten Dörfer in Bild und Wort ca. 1860–1930. Flensburg 2009. Seite 116
6. ↑  Flensburger Tageblatt: Siedler getäuscht? Wirbel um die stille Ringstraße, vom: 21. September 2009; abgerufen am: 10. März 2015
7. ↑  Vgl. Gerret Liebing Schlaber: Vom Land zum Stadtteil. Flensburgs Stadtfeld und die eingemeindeten Dörfer in Bild und Wort ca. 1860–1930. Flensburg 2009. Seite 116
8. ↑  Flensburger Tageblatt: Sperrung der Ringstraße vom Tisch, vom: 21. November 2012; abgerufen am: 10. März 2015
9. ↑  Die Duburg, Festung und Schloss auf der westlichen Höhe (Memento des Originals vom 21. Juni 2015 im Internet Archive)  Info: Der Archivlink wurde automatisch eingesetzt und noch nicht geprüft. Bitte prüfe Original- und Archivlink gemäß Anleitung und entferne dann diesen Hinweis., Seite 7 und 10
10. ↑  Schriften der Gesellschaft für Flensburger Stadtgeschichte (Hrsg.): Flensburg in Geschichte und Gegenwart. Flensburg 1972, Seite 447
11. ↑  Dieter Pust: Flensburger Straßennamen. Gesellschaft für Flensburger Stadtgeschichte, Flensburg 2005, ISBN 3-925856-50-1, Artikel: Rivesellstraße
12. ↑  Dieter Pust: Flensburger Straßennamen. Gesellschaft für Flensburger Stadtgeschichte, Flensburg 2005, ISBN 3-925856-50-1, Artikel: Rummelplatz
13. ↑  Wikitionary, Lexem: Rummel, abgerufen am: 7. April 2018
14. ↑  Dieter Pust: Flensburger Straßennamen. Gesellschaft für Flensburger Stadtgeschichte, Flensburg 2005, ISBN 3-925856-50-1, Artikel: Rummelplatz
15. ↑  Schriften der Gesellschaft für Flensburger Stadtgeschichte (Hrsg.): Flensburg in Geschichte und Gegenwart. Flensburg 1972, Seite 448
16. ↑  Andreas Oeding, Broder Schwensen, Michael Sturm: Flexikon. 725 Aha-Erlebnisse aus Flensburg!, Flensburg 2009, Artikel: Rummelgang
17. ↑  Andreas Oeding, Broder Schwensen, Michael Sturm: Flexikon. 725 Aha-Erlebnisse aus Flensburg!, Flensburg 2009, Artikel: Rummelgang